# 淡島神

国生み神話 SVGで表示（対応ブラウザのみ）

淡島神（あわしまのかみ）は、日本の民間信仰の神である。

## 概要
日本書紀ならびに古事記に於いて、伊弉諾神と伊弉冉神が国産みを行った際に、両神の2番目の子として淡島が登場する。しかし、最初の子である蛭子神と同じく、不具の子であったために葦船に乗せて流され、子の数には数えないとしている。なお、「淡島」という島ならびに地名は日本各地に存在しており、記紀に記された淡島がどこにあたるかは比定ならびに特定されておらず、不明となっている。
和歌山県和歌山市加太の淡嶋神社を総本社とする全国の淡島神社や淡路神社の祭神であるが、多くの神社では明治の神仏分離などにより少彦名神等に置き変えられている。淡島神を祀る淡島堂という寺も各地にある。
婦人病治癒を始めとして安産・子授け、裁縫の上達、人形供養など、女性に関するあらゆることに霊験のある神とされ、江戸時代には淡島願人（あわしまがんにん）と呼ばれる人々が淡島神の人形を祀った厨子を背負い、淡島明神の神徳を説いて廻った事から信仰が全国に広がった。

## 淡島神の本体
淡島神（淡島明神）の本体については以下の様に様々な伝承がある。
1. 前述の伊弉諾神と伊弉冉神の子とする説。
2. 少彦名神とする説。少彦名神が医薬の神とされていることや、『日本書紀』や『伯耆国風土記』に、国造りを終えた少彦名神が粟島（あわしま・伯耆国粟島に比定）から常世の国へ渡って行ったとする記述があることによる。加太淡島神社を始めとする多くの淡島神社がこの説を採っており、祭神を少彦名神、および、ともに出雲の国造りをした大国主神としている。
3. 住吉明神の后神であるとする説。淡島神は天照大神の6番目の御子神で住吉明神に嫁いだが、婦人病にかかったことにより粟島に流されてしまったため、そこで婦人病の人々を救うという誓いを立てたという[1]。これは和歌山市加太と対岸の友ヶ島が住吉神社の社領であったことから後世に附会されたものと考えられる[2]。
4. 婆利塞女（ばりさいじょ）説。第3の説とも関係するが、俚俗に婆利塞女は16歳の3月3日に歯を染めて住吉明神に嫁いだが（その際に紀伊国の紀の岬から摂津国の住吉浦まで干潟と化したのでそこを通行したという）、その後婦人病を患ったために夫婦の仲に障りを来す事を嘆き、形代を作ってその障りを除いたといい、加太の淡嶋神社に女子から人形が奉納されるのはそれに縁るという[2]。なお、同名の神女に頗梨采女がおり、その頗梨采女は牛頭天王の后神とされている。

1番目と3番目の説は、「舟に乗せて流された」という点が共通し、2番目の説も少彦名神が舟に乗って海の彼方から来たと伝えられるので、舟でやって来るという点は共通している。また3番目と4番目の説は女神で婦人病に神験ありという点が共通し、淡島神は女神だから女性を守るという信仰も根強い。ただ、加太淡嶋神社では神功皇后が祀られており、神功皇后自体にも安産や病気平癒の御利益があるため、2番目の説が男神だから女性を守らないということにはならない。

## 淡島神を祀る社寺

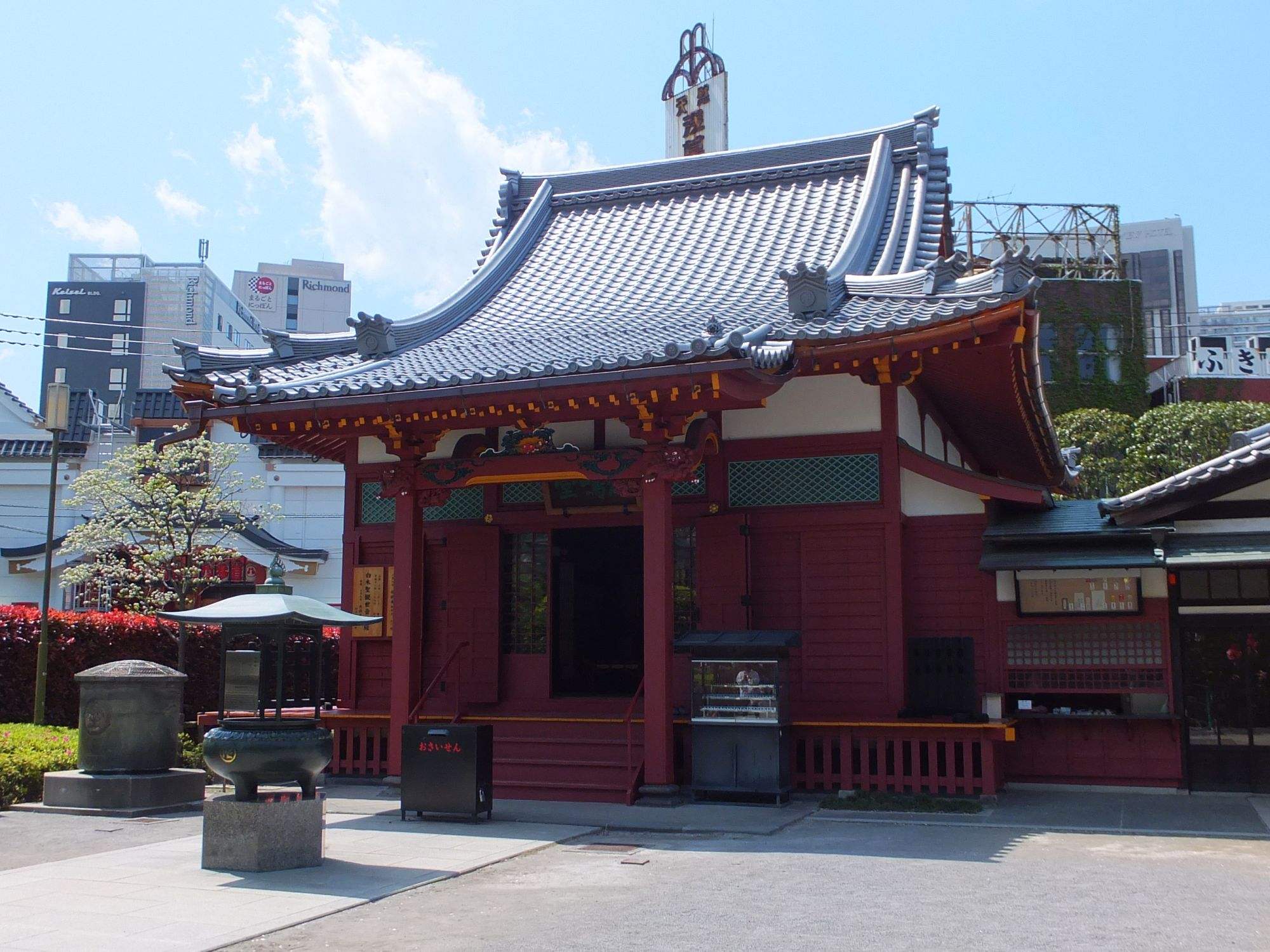
浅草寺淡島堂

総本社である淡嶋神社を始め、淡島神を祀る各地の神社は多く淡島（嶋）神社や粟島（嶋）神社を称している。また、下記は少彦名神を祀る淡島堂が存在する寺院である。
- 粟嶋堂宗徳寺（京都市下京区）
- 八幡山浄光院森巖寺（東京都世田谷区）
- 浅草寺淡島堂[3]（東京都台東区）
- 宮地嶽神社奥宮恋の宮(福岡県福津市)
- 法龍山浄泉寺（千葉市緑区）